# Radio de cuerda

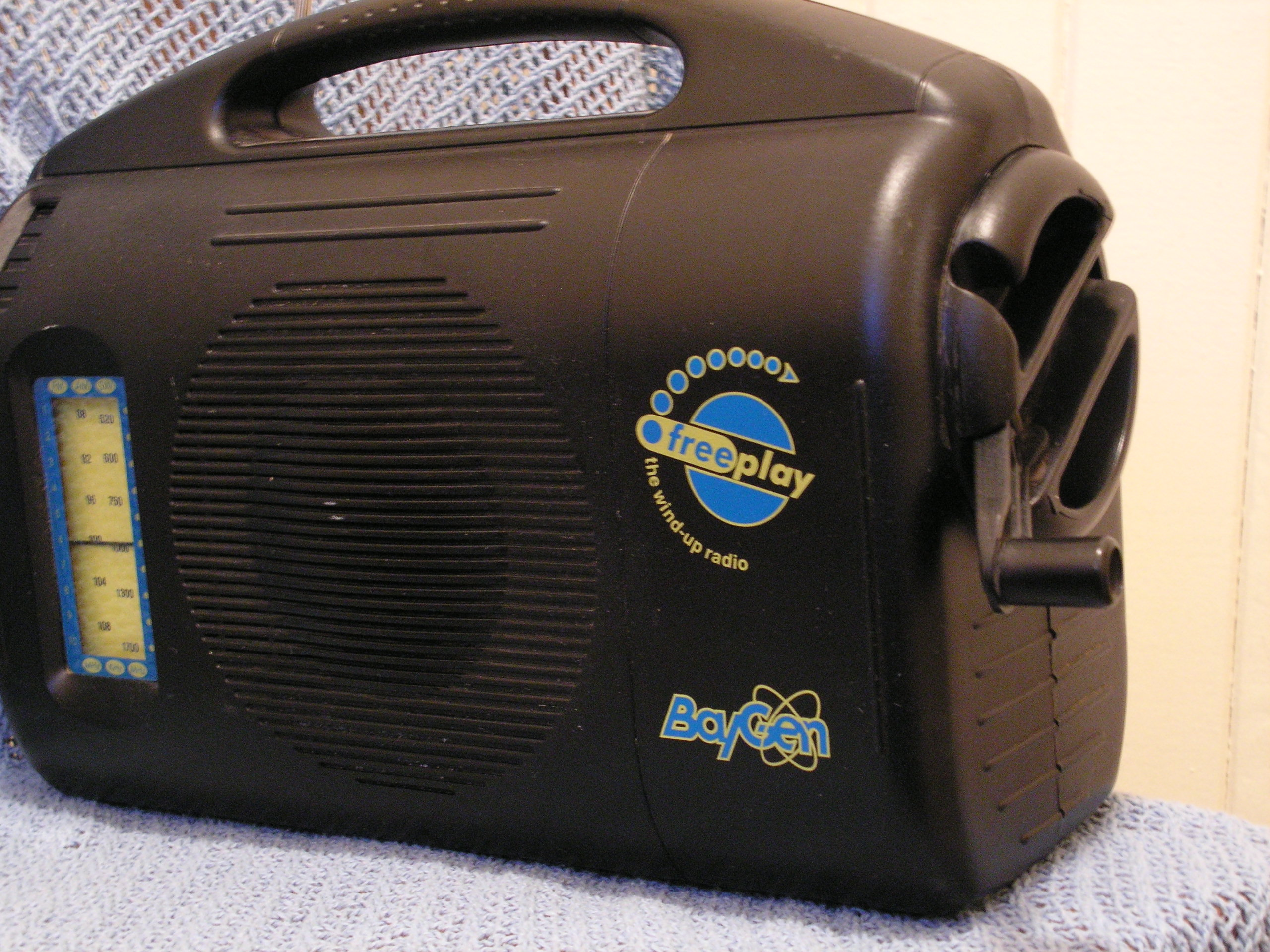
Modelo Freeplay de una radio de cuerda inglesa.

Una radio de cuerda es una radio que funciona mediante un resorte de cuerda en vez de por baterías o corriente eléctrica. La mayoría de ellas, llevan un generador eléctrico interno que funciona mediante cuerda, la cual es movida mediante una manivela. Al dar una vuelta a la manivela, se enrolla el resorte, lo que da un plazo de varias horas de autonomía a la radio.
Como otros objetos autosuficientes en cuanto a energía se refiere, la radio de cuerda está diseñada para acampadas, emergencias o para su utilización en zonas del mundo donde no hay red eléctrica y donde las pilas y las baterías eléctricas son muy difíciles de obtener, como en países subdesarrollados o en lugares remotos. Es útil cuando la radio no se usa con frecuencia, ya que las pilas se deteriorarían, por lo que su uso se indica en lugares como casas de verano.
En ocasiones incluyen linternas eléctricas, luces intermitentes de emergencia y sirenas de emergencia. Modelos diseñados para emergencias incluyen múltiples fuentes de energía, como pilas eléctricas recargables convencionales, enchufes para el encendedor de cigarrillos de un automóvil, y células fotoeléctricas.

## Historia
Las radios alimentadas por generadores operados manualmente no son nuevas, pero su mercado fue considerado limitado para organizaciones militares o de emergencias. El mecanismo de la radio de cuerda fue diseñado y patentado en 1989 por el contable Trevor Baylis, como respuesta a la crisis del sida en África.[cita requerida] La diseñó como una radio para el uso de la gente pobre en países en vías de desarrollo.[cita requerida]
En 1996 cofundó las Baygen Power Industries (ahora Freeplay Energy PLC), que produjeron el primer modelo comercial. La clave de su diseño es el uso de un resorte a velocidad constante para almacenar la energía potencial del mismo para conseguir hacer funcionar la radio.